# John Mason (governatore)
John Mason (King's Lynn, 1586 – Londra, 1635) è stato un politico britannico.
Governatore di Terranova dal 1615 al 1621, fondò nel 1622 il New Hampshire. Nel 1635 fu nominato viceammiraglio.